# مولي بير
مولي بير (بالإنجليزية: Molly Bair)‏ هي عارضة أمريكية، ولدت في 25 أبريل 1997 في فيلادلفيا في الولايات المتحدة.

## روابط خارجية
- مولي بير على موقع دليل عارضات الأزياء (الإنجليزية)